# 24626 Astrowizard
A 24626 Astrowizard (ideiglenes jelöléssel 1980 TS3) a Naprendszer kisbolygóövében található aszteroida. Carolyn Shoemaker és Eugene Merle Shoemaker fedezte fel 1980. október 9-én.